# 纹背捕蛛鸟
纹背捕蛛鸟（学名：Arachnothera magna）为太阳鸟科捕蛛鸟属的鸟类，俗名芭蕉鸟。分布于印度、东至孟加拉、缅甸、泰国、老挝、越南以及中国大陆的西藏、云南、贵州、广西等地，多栖息于芭蕉树或乔木树冠上。该物种的模式产地在尼泊尔。

## 亚种
- 纹背捕蛛鸟指名亚种（学名：Arachnothera magna magna）。分布于印度至缅甸以及中国大陆的西藏、云南、贵州、广西等地。该物种的模式产地在尼泊尔。[2]

## 饮食
它们以花的花蜜为食物，如野生香蕉开的花。

## 图片

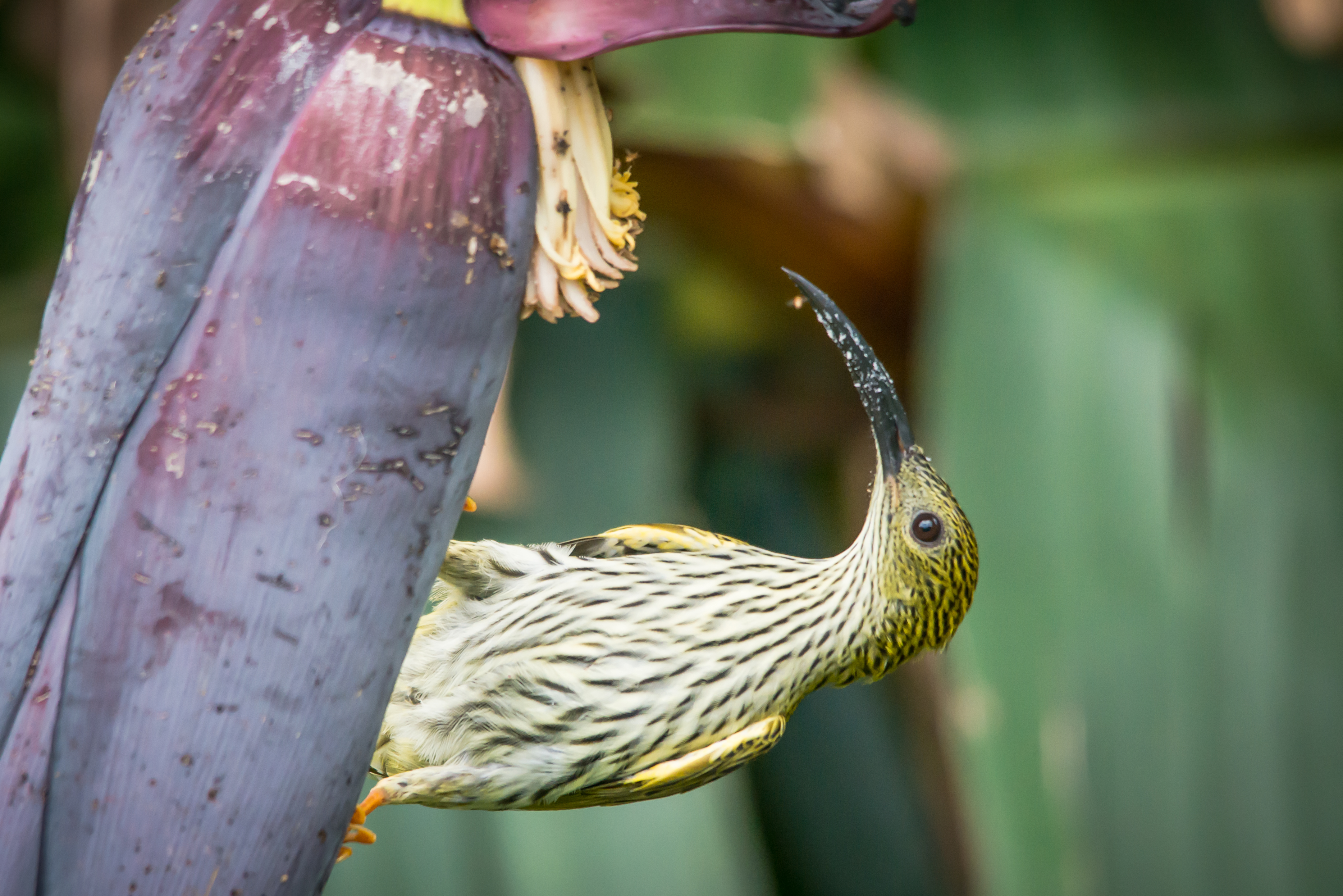
在泰国岗卡章国家公园里的纹背捕蛛鸟
- 泰国岗卡章国家公园
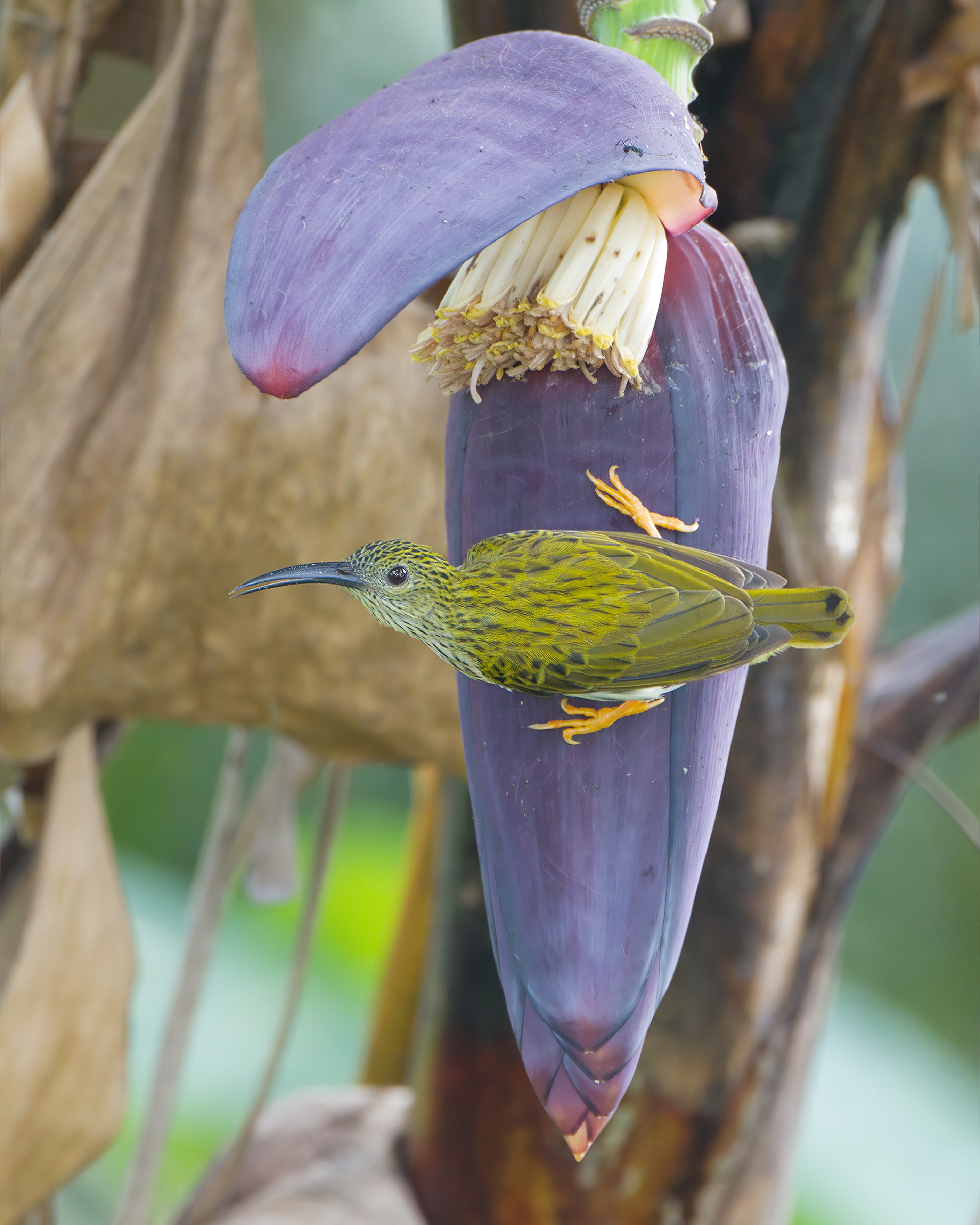
在吃香蕉棕榈花